# Головатый, Владимир Денисович
Владимир Денисович Головатый (29 августа 1925 — 31 января 1943) — юный герой-пионер, партизан Великой Отечественной войны, подпольщик, зверски замучен и расстрелян 1 февраля 1943 года.

## Биография
Родился 29 августа 1925 года в городе Краснодаре Северо-Кавказского края, ныне Краснодарского края. Его родители работали на заводе «Красный литейщик». Денис Антонович Головатый, отец, трудился юрисконсультом, а мать, Варвара Зиновьевна - экономистом. Семья проживала в Центральном микрорайоне. Владимир обучался в городской школе № 42. В самом начале войны отца призвали на фронт, а Володя стал работать на заводе у станка, пока предприятие не эвакуировали. Володя любил заниматься юннатством, в старших классах увлекался спортом - футболом, волейболом, в свободные часы занимался фотографией. Был избран секретарём школьной комсомольской организации.
В августе 1942 года немецко-фашистские войска заняли столицу Кубани. Володя Головатый, проявив инициативу, организовал подпольную  комсомольскую группу из семи человек. Помощником у него был его друг Саша Зубарев. Мальчишки спасали и укрывали раненых солдат-красноармейцев. Так же, собрав собственными руками радиоприемник, «ловили» советские радиостанции, записывали оперативные сообщения Совинформбюро и распространяли их в виде листовок, сообщая горожанам о том, что происходит за линией фронта.
Во время одного из налетов советской авиации, немецкие военнослужащие спрятались в бомбоубежище. Смекалистые и бесстрашные  ребята подожгли склад горючего. В результате были уничтожены и мастерские, в которых стояли на ремонте вражеские танки. Гестапо организовало розыск диверсантов. Володю выследили 28 января 1943 года на Сенном базаре с семерыми товарищами. Ребят выдала женщина на квартире которой иногда собирался штаб.
Немецкие солдаты жестоко пытали юношу, требуя назвать все имена помощников. Подсаживали провокаторов, которые пытались использовать беспомощное положение героя, выяснить имена людей. Владимир мужественно перенёс все испытания и никого не выдал. 31 января 1943 года, за одиннадцать дней до освобождения Краснодара, Володя был расстрелян.
После освобождения Краснодара на территории совхоза № 1 нашли крупные захоронения краснодарцев. Среди них был Владимир Головатый, который до последнего оставался героем. Своим пальто он укрывал трёхлетнего ребёнка, чтобы девочке перед смертью не было страшно. Мальчика-героя похоронили на Всесвятском кладбище в Краснодаре.

## Память
- Школа №42 города Краснодара носит имя юного Героя.
- На фасаде школы и у бывшего завода «Красный литейщик» открыты мемориальные доски в память о герое.
- Одна из улиц (бывшая Ярмарочная) Краснодара носит имя Володи Головатого[4].
- В 2017 году имя Володи Головатого было названо в числе лауреатов общественно-государственного проекта «Поисково-просветительская экспедиция "Имя Кубани"» в номинации «Молодое имя Кубани» от г. Краснодара.